# Remedies
Remedies – debiutancki album studyjny brytyjskiego zespołu The Herbaliser, wydany 1 października 1995 roku w Wielkiej Brytanii nakładem wytwórni Ninja Tune jako CD, gramofonowa (2LP) oraz digital download (15 plików MP3 lub WAV.

## Album

### Historia
Zespół The Herbaliser pojawił się na brytyjskiej scenie muzycznej w połowie lat 90. proponując muzykę będącą połączeniem jazzu, funku i rapu. Zarejestrował kilka utworów w studiu jednego z założycieli, Jake’a Wherry’ego, które następnie przekazał szefom wytwórni Ninja Tune, Mattowi Blackowi i Jonathanowi More’owi. Wkrótce potem podpisał kontrakt z tą wytwórnią nagrywając dla niej kilka EP-ek, a następnie swój debiutancki longplay, Remedies, który przyniósł zarówno zespołowi, jak i rozwijającej się wówczas wytwórni duży rozgłos. Zespół stał się w ciągu następnych lat jednym z najbardziej popularnych (i czysto hip-hopowych) artystów jej wytwórni. Muzyka debiutanckiego albumu była wypadkową londyńskiego undergroundowego breakbeatu, funku i acid jazzu.

### Lista utworów

#### CD
Lista i informacje według Discogs:
| 1.  | Intro produkcja: Fergizfergerous, The Herbaliser                          | 2:24  |
|     |                                                                           |       |
| 2.  | Scratchy Noise                                                            | 7:18  |
|     |                                                                           |       |
| 3.  | Blomp                                                                     | 0:46  |
|     |                                                                           |       |
| 4.  | Styles                                                                    | 6:25  |
|     |                                                                           |       |
| 5.  | Interloodle autorzy, produkcja: Incidental, The Herbaliser                | 1:34  |
|     |                                                                           |       |
| 6.  | Bust A Nut autorzy: Kaidi Tatham, Malachi, The Herbaliser                 | 4:31  |
|     |                                                                           |       |
| 7.  | Herbalize It                                                              | 2:10  |
|     |                                                                           |       |
| 8.  | Real Killer, Pt. 2 (Rooftop Prowler)                                      | 5:37  |
|     |                                                                           |       |
| 9.  | Forty Winks autorzy, produkcja: Malachi, The Herbaliser                   | 3:05  |
|     |                                                                           |       |
| 10. | A Little Groove autorzy: Malachi, Ralph Lamb, The Herbaliser              | 3:44  |
|     |                                                                           |       |
| 11. | Repetitive Loop (Reloop)                                                  | 5:57  |
|     |                                                                           |       |
| 12. | Ka Boink!!                                                                | 2:02  |
|     |                                                                           |       |
| 13. | Wrong Place gościnnie: Fabian, autorzy: Fabian Stephenson, The Herbaliser | 5:24  |
|     |                                                                           |       |
| 14. | Da Trax                                                                   | 1:38  |
|     |                                                                           |       |
| 15. | Up 4 The Get Downs                                                        | 5:30  |
|     |                                                                           |       |
| 16. | (bez tytułu)                                                              | 0:16  |
|     |                                                                           |       |
|     |                                                                           | 58:21 |
|     |                                                                           |       |

#### LP
Lista i informacje według Discogs:
| A1. | Intro                                |  |
|     |                                      |  |
| A2. | Scratchy Noise                       |  |
|     |                                      |  |
| A3. | Blomp                                |  |
|     |                                      |  |
| A4. | Styles                               |  |
|     |                                      |  |
| B1. | Interloodle                          |  |
|     |                                      |  |
| B2. | Bust A Nut                           |  |
|     |                                      |  |
| B3. | Herbalize It                         |  |
|     |                                      |  |
| B4. | Real Killer Part 2 (Rooftop Prowler) |  |
|     |                                      |  |
| C1. | Forty Winks                          |  |
|     |                                      |  |
| C2. | A Little Groove                      |  |
|     |                                      |  |
| C3. | Repetitive Loop (Reloop)             |  |
|     |                                      |  |
| D1. | Ka Boink!!                           |  |
|     |                                      |  |
| D2. | Wrong Place                          |  |
|     |                                      |  |
| D3. | Da Trax                              |  |
|     |                                      |  |
| D4. | Up 4 The Get Downs                   |  |
|     |                                      |  |

#### Digital download
Lista według Bandcamp:
| 1.  | Intro                      | 2:24  |
|     |                            |       |
| 2.  | Scratchy Noise             | 7:18  |
|     |                            |       |
| 3.  | Blomp                      | 0:46  |
|     |                            |       |
| 4.  | Styles                     | 6:25  |
|     |                            |       |
| 5.  | Interloodle                | 1:34  |
|     |                            |       |
| 6.  | Bust A Nut                 | 4:31  |
|     |                            |       |
| 7.  | Herbalize It               | 2:10  |
|     |                            |       |
| 8.  | Real Killer Pt.2           | 5:37  |
|     |                            |       |
| 9.  | Forty Winks                | 3:05  |
|     |                            |       |
| 10. | A Little Groove            | 3:44  |
|     |                            |       |
| 11. | Repetitive Loop - Reloop   | 5:57  |
|     |                            |       |
| 12. | Ka Boink!!                 | 2:01  |
|     |                            |       |
| 13. | Wrong Place (feat. Fabian) | 5:24  |
|     |                            |       |
| 14. | Da Trax                    | 1:38  |
|     |                            |       |
| 15. | Up 4 The Get Downs         | 5:30  |
|     |                            |       |
|     |                            | 58:04 |
|     |                            |       |

### Muzycy
- Jake, Ollie – loopy, beaty, sampler
- Patrick Dawes – instrumenty perkusyjne
- Ralph Lamb – rogi
- Kaidi 'Shocker T' Tatham – keyboardy, śpiew
- Kayobi The Evil Twin – scratch

### Pozostałe informacje
- autorzy – Jake Wherry (utwory: 1 do 4, 7, 8, 11, 12, 14 do 16), Ollie Trattles (utwory: 1 do 4, 7, 8, 11, 12, 14 do 16), The Herbaliser (utwory: 1 do 4, 7, 8, 11, 12, 14 do 16)
- produkcja – Jake Wherry (utwory: 2 to 4, 6, 7, 9 to 16), Ollie Trattles (utwory: 2 to 4, 6, 7, 9 to 16), The Herbaliser (utwory: 2 to 4, 6, 7, 9 to 16),
- produkcja dodatkowa – Incidental, Malachi
- Barney C. Trattles*, Jadell Trattles – ilustracja na okładce

## Odbiór

### Opinie krytyków
| Oceny łączne      | Oceny łączne |
| Publikacja        | Ocena        |
| ----------------- | ------------ |
| Album of the Year | 65/100       |
| Recenzje          |              |
| Publikacja        | Ocena        |
| AllMusic          | [ 7 ]        |
| Muzik             | [ 8 ]        |

Album otrzymał średnią ocenę 65 na 100 na podstawie 2 recenzji krytycznych w zestawieniu Album of the Year.
Według Willa Ashona z magazynu Musik album The Herbaliser jest „optymistyczny, zabawny, słoneczny i na wskroś taneczny, to płyta, która (...) zmierza wprost na imprezę”.
Sean Cooper z AllMusic określił muzykę abumu jako „dobrze wyrażone, przyjazne dla DJ-ów połączenie jazzu, funku i hip-hopu”, a „kilka wyróżniających się utworów i solidna produkcja sprawiają, że Remedies jest przyjemnym, choć ograniczonym, odsłuchem”.